# Teloloapan (comune)
Teloloapan è un comune del Messico, situato nello stato di Guerrero.